# کاراپت اوتوجیان
کاراپت سیمونی اوتوجیان (ارمنی: Կարապետ Սիմոնի Ութուճյան؛ زادهٔ ۱۸۲۳ - درگذشته ۱۹۰۴) یک روزنامه‌نگار، ناشر، نویسنده ارمنی‌تبار اهل امپراتوری عثمانی بود.